# Мендешевский сельский округ
Мендешевский сельский округ — административно-территориальное образование в Жангалинском районе Западно-Казахстанской области.

## Административное устройство
1. село Кыркопа
2. село Балгын
3. село Карташово